# 北海道古平高等学校
北海道古平高等学校（ほっかいどうふるびらこうとうがっこう）は、かつて北海道古平郡古平町にあった公立（道立）の高等学校である。

## 沿革
- 1948年 - 北海道余市高等学校古平分校として開校
- 1952年 - 北海道古平高等学校として独立
- 1979年 - 道立に移管
- 2010年 - 北海道余市高等学校・北海道仁木商業高等学校と統合に伴い生徒募集停止
- 2012年 - 閉校

## 跡地利用
改修の後、古平町高齢者複合施設『ほほえみくらす』として使用